# Johan Primero
Johan Primero is een Nederlandse, Spaanstalige komisch-romantische film uit 2010, geregisseerd en geschreven door Johan Kramer, die zich afspeelt in Barcelona.

## Verhaal
Om geluk af te dwingen rijdt Johan Primero elke dag 50 rondjes in een oude rood-blauwe 2CV om het stadion Camp Nou van Barcelona. Dat deed hij vroeger ook elk weekend samen met zijn vader. Hij denkt dat het helpt, want het gaat goed met zijn club. Op een dag verandert Johans leven als hij onderweg een jonge vrouw (Paquita) ontmoet, die bij een stoplicht autoruiten wast. Johan raakt van haar van slag en probeert haar op zijn route mee te nemen.

## Rolverdeling
| Acteur               | Personage    |
| -------------------- | ------------ |
| José Luis Adserias   | Johan        |
| Aurora Cayero        | Paquita      |
| Josep Maria Domènech | Señor Suarez |
| Bella Agossou        | Doris        |
| Pau Miró             | Jorge        |
| Joaquin Alcacer      | Papa         |
| Cecile Heuer         | Mama         |
| Hugo Cornejo         | jonge Johan  |